# Monika Ciaciuch
Monika Ciaciuch, född 10 maj 1992 i Ślesin i Kujawsko-Pomorskie, är en polsk roddare.
Ciaciuch blev olympisk bronsmedaljör i scullerfyra vid sommarspelen 2016 i Rio de Janeiro.